# Амхърст (Масачузетс)
Вижте пояснителната страница за други значения на Амхърст.
Амхърст (на английски: Amherst) е град в окръг Хампшър, Масачузетс, Съединени американски щати. Намира се на няколко километра източно от река Кънектикът. Населението му е 40 046 души (по приблизителна оценка от 2017 г.).
В Амхърст е родена и умира поетесата Емили Дикинсън (1830 – 1886).